# Randy Orton
Randal Keith "Randy" Orton (Knoxville, 1 de abril de 1980), é um lutador profissional e ator americano. Amplamente considerado como um dos maiores lutadores profissionais de todos os tempos, atualmente trabalha para a WWE no programa Raw.
Orton é um lutador profissional de terceira geração; seu avô Bob Orton, pai Bob Orton Jr., e tio Barry Orton eram todos lutadores.[carece de fontes?] Antes de ser contratado pela World Wrestling Federation (WWF, agora WWE), ele treinou e lutou pela Mid-Missouri Wrestling Association e pela Southern Illinois Conference Wrestling. Ele foi então contratado pela WWF e foi enviado para Ohio Valley Wrestling (OVW), onde ocupou o Campeonato Hardcore da OVW duas vezes. Ele se tornou um membro da stable Evolution logo após sua estreia na WWE, rapidamente o levou ao reinado do Campeonato Intercontinental, seu primeiro título com a empresa. Ele também adquiriu o apelido de "The Legend Killer" durante um enredo onde ele começou a desrespeitar e, em seguida, atacar fisicamente Hall of Famers e veteranos de luta livre.
Aos 24 anos, Orton se tornou o campeão mundial mais jovem da história da WWE depois de ganhar o Campeonato Mundial de Pesos Pesados. Com esta vitória, ele saiu do Evolution e uma rivalidade com seus ex-companheiros começou. Em 2006, Orton uniu forças com Edge em uma tag team conhecida como Rated-RKO. Juntos, eles conquistaram o Campeonato Mundial de Duplas. Depois que o Rated-RKO se desfez em meados de 2007, Orton ganhou dois reinados do Campeonato da WWE em uma noite, tornando-se o segundo mais jovem campeão da WWE duas vezes aos 27 anos. Ele formou o grupo The Legacy com Cody Rhodes e Ted DiBiase Jr. em 2008. Eles se separaram em 2010, e Orton voltou à competição individual. De 2013 a 2015, ele esteve alinhado com The Authority, que o nomeou o "rosto da WWE". Em 2016, ele se juntou à The Wyatt Family, vencendo o Campeonato de Duplas do SmackDown com Bray Wyatt e Luke Harper antes de atacá-los em 2017. Ele ganhou seu primeiro Campeonato dos Estados Unidos em 2018, tornando-se o 18º Campeão geral do Grand Slam depois de já ter sido o 17º Campeão da Tríplice Coroa.
Orton é considerado um dos maiores lutadores profissionais de todos os tempos. A rivalidade de Orton com John Cena foi reconhecida como uma das maiores e mais longas rivalidades da história da WWE. Orton deteve o Campeonato da WWE 10 vezes e o Campeonato Mundial dos Pesos-Pesados da WWE quatro vezes. Ele foi o detentor final do Campeonato Mundial dos Pesos-Pesados, que ele unificou com o WWE Championship para se tornar o Campeonato Mundial dos Pesos-Pesados no TLC: Tables, Ladders & Chairs em 2013. Orton é reconhecido pela WWE como tendo o terceiro maior número de vitórias em campeonatos mundiais da história com 14, atrás de John Cena e Ric Flair (ambos com 16) e empatado com Triple H (também com 14). Ele é o vencedor da luta Money in the Bank de 2013, bem como das lutas do Royal Rumble de 2009 e 2017, e encabeçou vários eventos pay-per-view da WWE, incluindo WrestleMania 25 e WrestleMania XXX. Após sua luta no Survivor Series de 2021, ele quebrou o recorde de Kane de lutar mais lutas PPV na história da WWE.

## Carreira na luta livre profissional

### Treinamento e início de carreira (2000-2001)
Orton fez sua estreia no wrestling em 2000 na Mid-Missouri Wrestling Association-Southern Illinois Conference Wrestling (MMWA-SICW) em St. Louis, Missouri, uma ramificação do histórico St. Louis Wrestling Club liderado por Sam Muchnick. Lá, ele foi treinado tanto pela equipe da promoção quanto por seu pai, Bob Orton Jr.[carece de fontes?] Ele lutou pela promoção por um mês, onde se apresentou com lutadores como Phil e. Blunt e Ace Strange e Mark Bland. Orton também arbitrou algumas lutas com a World Organized Wrestling (WOW), uma promoção onde seu tio Barry Orton trabalhou.

### World Wrestling Federation / Entertainment / WWE

#### Ohio Valley Wrestling (2001–2002)
Em 2001, Orton assinou um contrato com a então World Wrestling Federation (WWF) e foi enviado para seu território de desenvolvimento, Ohio Valley Wrestling (OVW) em Louisville, Kentucky, onde continuou seu treinamento. Durante seu tempo na OVW, Orton lutou com nomes como Rico Constantino e The Prototype e se juntou a Bobby Eaton durante um torneio pelo título de duplas. Ele ganhou o Campeonato Hardcore da OVW duas vezes ao derrotar Mr. Black em 14 de fevereiro de 2001, e Flash Flanagan em 5 de maio de 2001, respectivamente. Em várias ocasiões ele enfrentou Rico Constantino em eventos combinados da WWF/OVW, e também perdeu para The Prototype (John Cena) em uma luta de duplas em 28 de julho em Jacksonville, Indiana. Ele também começou a aparecer em vários shows da WWF que não eram afiliados à OVW, sendo o primeiro em 1º de maio de 2001, quando enfrentou Billy Gunn. Depois de pegar o microfone e prometer derrotar Gunn, Orton foi derrotado. Naquele outono, ele começou a aparecer regularmente em house shows e dark matches da WWF, enfrentando Chuck Palumbo, Steven Richards e Shawn Stasiak, mas principalmente lutando em lutas de duplas. A promoção de Orton para o plantel principal fez dele um membro da agora lendária Classe de 2002 da OVW como parte do que agora foi apelidado de OVW 4 ao lado do já mencionado Cena, bem como Brock Lesnar e Dave Bautista.

#### Evolution (2002–2004)
Uma das primeiras aparições oficiais de Orton na WWF aconteceu em 16 de março de 1999, na convenção de fãs do WrestleMania X8, onde foi derrotado por Tommy Dreamer. A primeira aparição televisionada de Orton na WWF foi uma vitória contra o Hardcore Holly no SmackDown! em 25 de abril de 2002. Logo depois, Orton se tornou um mocinho e foi colocado em uma série de lutas com Holly. Em setembro de 2002, Orton foi ´transferido para o Raw, onde derrotou Stevie Richards em sua estreia no programa. Poucas semanas depois de sua estreia no Raw, Orton sofreu uma lesão no ombro, deixando-o afastado por meses.[carece de fontes?] Enquanto se recuperava, Orton ainda apareceu no Raw em seu próprio segmento Randy News Network (RNN), uma vinheta semanal com ele falando sobre sua condição.[carece de fontes?] O show interrompeu outros segmentos da programação Raw, o que fez com que Orton se transformasse lentamente em um vilão narcisista e egocêntrico.
Depois de se recuperar de sua lesão, Orton se juntou ao grupo Evolution, que consistia em Ric Flair, Triple H e o recém-chegado Batista. O grupo foi transferido para o Raw de 2003 a 2004, com o auge de seu domínio ocorrendo após o Armageddon em 2003, quando todos os títulos masculinos no Raw foram detidos por membros do Evolution. Em 2003, Orton passou grande parte de seu tempo ajudando Triple H a superar os desafios do  Campeonato Mundial dos Pesos Pesados. Ele se juntou a Triple H em uma Elimination Chamber pelo Campeonato Mundial dos Pesos Pesados no SummerSlam, envolvido principalmente para garantir a defesa do título de Triple H, e foi eliminado por Goldberg, mas o stable conseguiu cumprir seu propósito e Triple H eliminou Goldberg e reteve seu título.
Orton então começou a se proclamar o "Legend Killer", com seu truque se tornando o de um jovem arrivista que era tão talentoso que se apresentava como o futuro do wrestling. Ele embarcou em inúmeras brigas com nomes mais antigos e respeitados no wrestling e ganhou infâmia por desrespeitá-los descaradamente. Com a ajuda de seu companheiro e mentor Ric Flair, Orton derrotou Shawn Michaels no Unforgiven na primeira de muitas lutas de alto nível anunciadas como "Legend vs. Legend Killer". Durante este tempo, Orton começou a usar o movimento que se tornaria seu finalizador de assinatura, o RKO, um jumping cutter com o nome de suas iniciais. Ele derrotou Rob Van Dam pelo Campeonato Intercontinental no Armageddon em dezembro de 2003. Com esta vitória, Orton iniciou o reinado mais longo do Campeonato Intercontinental em sete anos, mantendo o título por 210 dias. Orton continuou a se estabelecer como um "Legend Killer" ao longo de 2004, desafiando o lutador semi-aposentado Mick Foley. Famoso por suas lutas hardcore brutais e capacidade de lidar com a dor excruciante, Foley desafiou Orton para uma luta hardcore "Legend vs. Legend Killer" por seu Campeonato Intercontinental, que Orton aceitou relutantemente. No Backlash, Orton derrotou Foley em uma luta hardcore para manter o Campeonato Intercontinental, que incluiu pontos envolvendo arame farpado e Orton sendo jogado em centenas de tachinhas. Orton depois cuspiu na cara de Harley Race no episódio de 26 de abril do Raw. Dois meses depois no Bad Blood, ele manteve o Campeonato Intercontinental contra Shelton Benjamin. Em julho no Vengeance, ele perdeu o título para Edge.

#### Campeão Mundial dos Pesos Pesados (2004-2005)

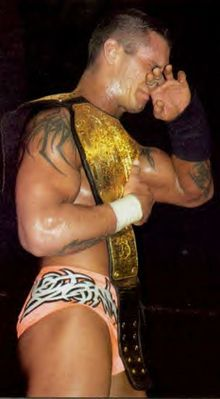
Orton como o mais jovem Campeão Mundial dos Pesos-Pesados na história da WWE.

Depois de perder o Campeonato Intercontinental, Orton se tornou o desafiante número um pelo Campeonato Mundial de Pesos Pesados depois de vencer uma battle royal de 20 homens em 26 de julho. No SummerSlam, Orton derrotou Chris Benoit pelo campeonato, tornando-se assim o mais jovem campeão mundial na história da WWE aos 24 anos. Benoit parabenizou Orton após a partida, apertando sua mão por mostrar a habilidade de "ser um homem". Na noite seguinte no Raw, depois que Orton defendeu com sucesso o título contra Benoit em uma revanche, o Evolution deu a Orton uma celebração simulada apenas para revelar que eles não estavam satisfeitos com sua nova vitória. Enquanto Batista tinha Orton apoiado em seus ombros, Triple H deu-lhe um polegar para cima satisfeito e, em seguida, mudou abruptamente para um polegar para baixo, que foi seguido por Batista deixando Orton cair no ringue. e Batista atacou Orton, resultando na expulsão de Orton do Evolution. Na semana seguinte, ele chamou Orton e ordenou que ele entregasse o campeonato, mas ele recusou, cuspindo na cara de Triple H e acertando-o com o cinturão. para rivalizar com seus ex-companheiros. Um mês depois, Orton perdeu o Campeonato Mundial de Pesos Pesados para Triple H no Unforgiven após interferência de Flair, Batista e Jonathan Coachman.
Buscando vingança, Orton atacou seus ex-membros do Evolution, pegando-os de surpresa durante um show, dando-lhes um grande bolo como presente de maquiagem, que ele veio do nada para bater e humilhar o grupo. No Taboo Tuesday, Orton derrotou Ric Flair em uma luta na jaula de aço. Depois disso, Orton experimentou outro push, tornando-se gerente geral da marca Raw por uma semana após uma estipulação de partida no Survivor Series, onde conquistou a vitória para sua equipe ao eliminar Triple H em uma partida de eliminação do Survivor Series de quatro contra quatro. Ele continuou a rivalizar com Triple H, usando sua autoridade para colocar seus oponentes em severas desvantagens durante as defesas de título. Em janeiro de 2005 no New Year's Revolution, Orton participou de uma Elimination Chamber pelo vago Campeonato Mundial de Pesos Pesados, onde ele foi eliminado por Triple H após interferência de Ric Flair e Batista. No Raw de 10 de janeiro, Orton derrotou Batista para ganhar uma luta contra Triple H no Royal Rumble pelo título Mundial dos Pesos-Pesados, mas acabou derrotado.

#### Rivalidade com The Undertaker (2005-2006)
Orton começou um relacionamento com Stacy Keibler e brevemente rivalizou com Christian em fevereiro de 2005. No Raw de 28 de fevereiro, o Superstar Billy Graham fez uma aparição, na qual ele aconselhou Orton a "ir onde nenhum lutador [tinha] ido antes".
Orton então produziu uma cópia de uma revista do SmackDown!, que apresentava The Undertaker na capa. Seguindo o conselho de Graham, Orton disse que se destacaria de todos os outros lutadores terminando a sequência invicta de The Undertaker na WrestleMania, alegando que não tinha medo dele. No Raw de 21 de março, Orton tornou-se vilão novamente depois que ele deu um RKO em sua namorada, Stacy Keibler, deixando-a inconsciente. Durante os segmentos de Orton, ele corria para se proteger sempre que os sinais da presença de The Undertaker (relâmpago, escuridão ou fumaça) ocorriam. Quando o lutador Jake Roberts aconselhou Orton a não subestimar The Undertaker, Orton realizou um RKO em Roberts também. Nas semanas que antecederam a WrestleMania, Orton tornou-se mais desafiador e sem medo de The Undertaker, provocando e agredindo-o no ringue após distrações de seu pai, "Cowboy" Bob Orton. Na WrestleMania 21, Orton perdeu a luta muito badalada.
Na noite seguinte no Raw, Orton enfrentou Batista, que havia se tornado Campeão Mundial dos Pesos-Pesados. Orton afirmou que sua luta com The Undertaker agravou uma lesão no ombro. Enquanto estava fora, Orton apareceu no Raw e alegou que não era elegível para o WWE Draft Lottery devido a sua lesão. Ele foi informado pelo presidente da WWE Vince McMahon que ele era de fato um candidato para o draft, deixando a possibilidade de um retorno ao SmackDown!. Orton retornou à programação da WWE para o SmackDown! em 16 de junho, anunciando que ele era a segunda escolha no draft de 2005. Ele reacendeu sua rivalidade com The Undertaker, derrotando-o no SummerSlam após uma distração de seu pai. Dois meses depois no No Mercy, Orton e seu pai Bob Orton derrotaram The Undertaker em uma luta handicap de caixão e após a combate, Randy Orton e seu pai Bob trancaram o Undertaker no caixão e, em um movimento semelhante a Kane no Royal Rumble 1998, abriu buracos no topo do caixão com um machado, derramou gasolina sobre o caixão e incendiou-o, matando (kayfabe) The Undertaker. No mês seguinte, Orton substituiu o falecido Eddie Guerrero como participante da partida anual de eliminação do Team SmackDown! contra o Team Raw no Survivor Series, depois de ter perdido uma partida de qualificação para Rey Mysterio. Na luta, Orton foi o último lutador restante na luta pelo terceiro ano consecutivo, quando ele derrotou Shawn Michaels para obter a vitória do Team SmackDown!. Após a luta, The Undertaker retornou saindo de um caixão em chamas e atacou os lutadores do SmackDown! que vieram ao ringue para comemorar a vitória do Team SmackDown!. No SmackDown! após o Survivor Series, The Undertaker interferiu em uma partida entre Rey Mysterio e Big Show depois que Kane interferiu. Randy Orton aplicou um RKO em Undertaker, ele então o atingiu com uma chave de roda e o colocou na parte de trás do lowrider que Mysterio havia levado ao ringue, ele então inverteu o lowrider nos bastidores do SmackDown!, causando uma explosão. A rivalidade foi finalmente resolvida com uma Hell in a Cell match no Armageddon. No episódio de 16 de dezembro do SmackDown!, The Undertaker entrou no ringue para entregar uma promo enquanto um dos seus druidas pareciam estar no ringue. The Undertaker sofreu um RKO de Orton em um ataque surpresa. O druida revelou-se o pai de Orton, que deu a urna de The Undertaker para Orton, que de acordo com o enredo permitiu que quem a segurasse controlasse The Undertaker, encerrando sua rivalidade de nove meses.

#### Rated-RKO (2006–2007)

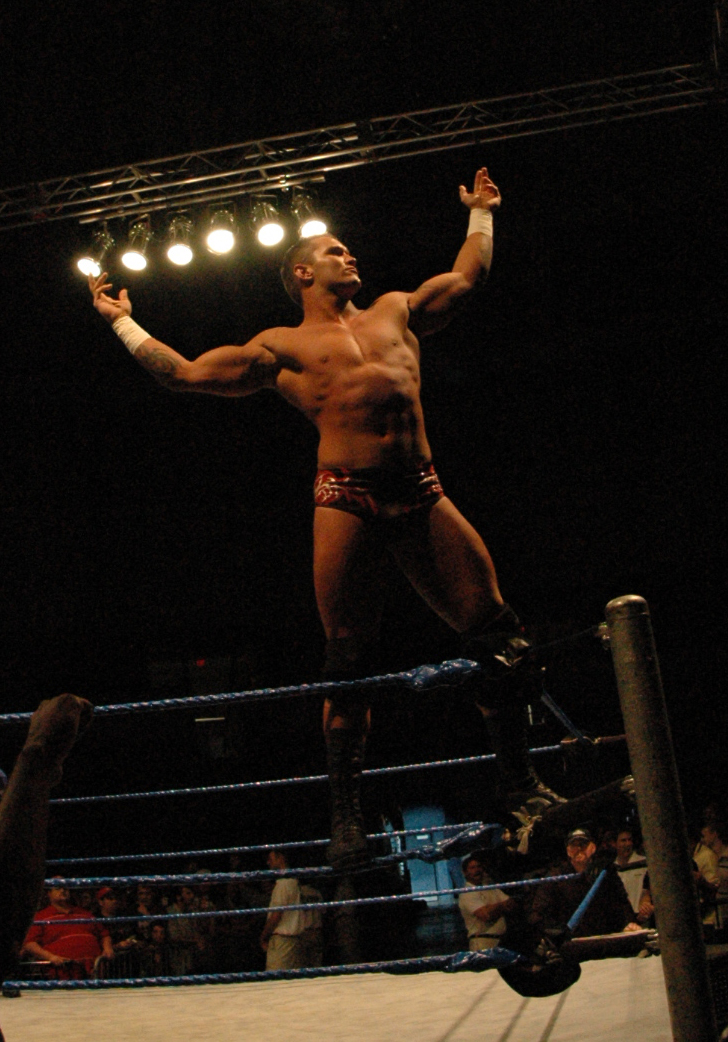
Orton em sua pose característica

Após o Armageddon, Orton entrou na luta Royal Rumble de 2006 como o trigésimo e último lutador, mas foi eliminado pelo eventual vencedor da luta Rey Mysterio, que ganhou um campeonato mundial na WrestleMania 22. Orton o desafiou para uma luta pelo título no No Way Out. Nas semanas anteriores ao No Way Out, Orton fez comentários controversos sobre Eddie Guerrero, amigo de Mysterio que havia morrido alguns meses antes, em uma tentativa de ganhar o heat do vilão. Muitos fãs sentiram que os comentários foram altamente desagradáveis logo após a morte de Guerrero em novembro de 2005. Orton venceu no No Way Out, ganhando o título de Mysterio pelo Campeonato Mundial dos Pesos Pesados na WrestleMania 22. O gerente geral do SmackDown! Theodore Long adicionou Mysterio à luta pelo título da WrestleMania 22, tornando-a um combate triplo entre Orton, Mysterio e o então campeão Kurt Angle. No episódio seguinte do SmackDown!, Orton desafiou Mysterio pelo Campeonato Mundial dos Pesos Pesados, mas não conseguiu ganhar o título.

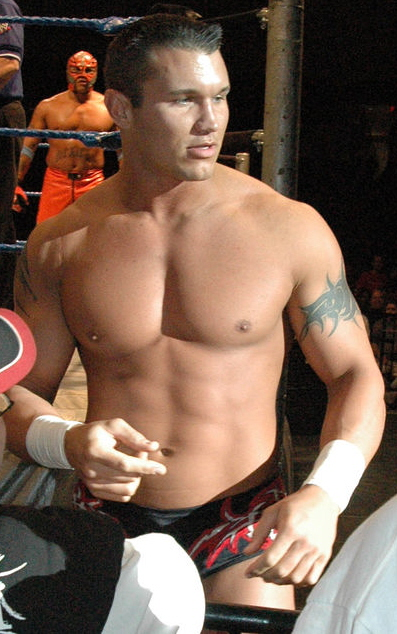
Orton em um evento da WWE em 2005

Em 4 de abril, Orton foi suspenso por 60 dias por "conduta não profissional". Em uma entrevista, Orton afirmou, "minha conduta foi imprópria para um campeão, que é o que serei novamente quando voltar". Para cobrir a suspensão, uma lesão programada foi planejada, onde Kurt Angle quebrou o tornozelo de Orton durante um combate de quartas de final do King of the Ring.[carece de fontes?] Orton retornou de sua suspensão em junho para o programa Raw, onde entrou em uma rivalidade com Angle, culminando em lutas no ECW One Night Stand (que ele perdeu) e Vengeance (que ele venceu) antes de se envolver em uma rivalidade com Hulk Hogan. Orton começou a fazer promos insultando o velho Hogan e flertou com Brooke, então filha de dezoito anos de Hogan. No SummerSlam, os dois se encontraram em uma luta "Legend vs. Legend Killer", que Hogan venceu.
Depois que o recém-reformado D-Generation X (D-X) (Triple H e Shawn Michaels) custou a Edge o Campeonato da WWE, Edge se aproximou de Orton e pediu-lhe para unir forças para derrotar a equipe. Orton, cujo reinado no campeonato havia sido encerrado por Triple H em 2004, concordou, formando a dupla Rated-RKO. Os dois derrotaram o DX no Cyber Sunday com a ajuda do árbitro convidado especial Eric Bischoff, tornando-se o primeiro time a derrotar o DX desde o seu retorno em junho e rapidamente dominaram a divisão de duplas da marca Raw para se tornarem Campeões Mundiais de Duplas ao derrotar Ric Flair e Roddy Piper no episódio de 13 de novembro do Raw. Como parte do enredo, Rated-RKO atacou Ric Flair com cadeiras de aço para enfurecer DX no Raw de 27 de novembro. No New Year's Revolution, Rated-RKO defendeu o Campeonato Mundial de Duplas contra DX, mas a luta foi declarado no-contest quando Triple H sofreu uma lesão legítima durante a luta. Depois, Rated-RKO foram atacados por DX. Com Triple H fora de ação, Rated-RKO continuou sua rivalidade com Michaels. No Royal Rumble, ambos competiram na luta homônima e chegaram à final, mas ambos foram eliminados por Michaels. Michaels mais tarde se uniu ao Campeão da WWE John Cena para derrotar Rated-RKO e ganhar o Campeões Mundiais de Duplas na noite seguinte no Raw. Depois de perder os títulos de duplas, Edge e Orton se concentraram no Campeonato da WWE, causando atrito entre eles.

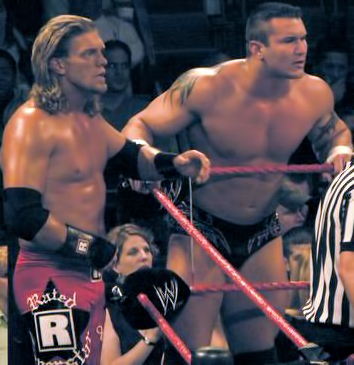
Edge e Orton como Rated-RKO

No Raw de 5 de fevereiro de 2007, eles perderam um combate triplo contra Michaels para ganhar uma luta pelo Campeonato da WWE na WrestleMania 23. Ambos competiram na luta Money in the Bank na WrestleMania, mas a luta foi vencida por Mr. Kennedy. No episódio de 9 de abril do Raw, Orton e Michaels lutaram para um no contest em uma luta pelo título da WWE depois que os ombros de ambos caíram durante o pinfall. Finalmente, Orton e Edge se enfrentaram em uma luta fatal four-way pelo título contra Cena e Michaels no Backlash, no entanto Cena manteve o título depois de derrotar Orton. No episódio de 30 de abril do Raw, eles competiram um contra o outro em uma luta individual, que Edge venceu. Sua aliança foi efetivamente encerrada quando Edge foi recrutado para o SmackDown!. Orton então continuou seu personagem de "Legend Killer", atacando Shawn Michaels com ataques frequentes na cabeça, incluindo um DDT elevado e um chute no rosto. Orton derrotou Michaels no Judgment Day por nocaute quando Michaels sofreu uma concussão kayfabe e desmaiou durante a luta. Orton continuou seus ataques quando se envolveu em rivalidades com Rob Van Dam no One Night Stand (depois de perder uma luta de maca para Van Dam), Ric Flair, Dusty Rhodes e Sgt. Slaughter. Durante este tempo os comentaristas notaram como Orton deslizou ao redor e perseguiu suas vítimas como uma cobra; isso levou a um novo apelido para Orton, "The Viper".

#### Campeão da WWE (2007–2008)

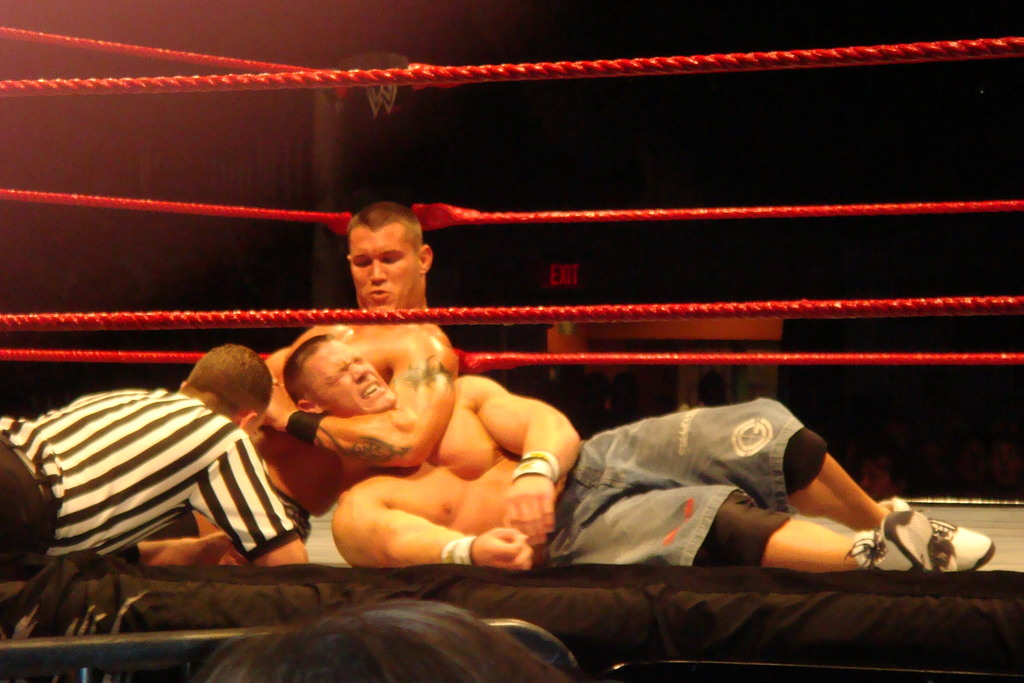
Randy Orton aplicando um chinlock em John Cena.

No Raw de 23 de julho, Orton foi nomeado o desafiante número um pelo Campeonato da WWE de John Cena. Três vezes antes de sua luta programada no SummerSlam, Orton atacou Cena com o RKO. Orton perdeu a luta pelo título no SummerSlam quando Cena o derrotou após um FU. Na noite seguinte, no episódio de 27 de agosto do Raw, Orton exigiu uma revanche, mas o gerente geral do Raw William Regal negou. Ele então apelou para Mr. McMahon, que lhe ofereceu a chance se ele "provasse". Naquela noite, Orton interferiu na luta de Cena com King Booker, agredindo-o antes de chutar seu pai, que estava no ringue, na cabeça. McMahon concedeu a Orton sua revanche no Unforgiven, que ele venceu por desqualificação quando Cena se recusou a parar de socá-lo no canto; no entanto, Cena manteve o título porque os títulos não podem mudar de mãos por desqualificação. Após a luta, o pai de Cena, que estava novamente no ringue, chutou Orton na cabeça, o que levou a uma luta na noite seguinte no Raw de 17 de setembro, na qual Orton derrotou o pai de Cena por desqualificação e o acertou com um RKO, enquanto Cena foi algemado às cordas. Cena sofreu uma lesão legítima durante uma luta com Mr. Kennedy no Raw de 1 de outubro, após o qual Orton atacou Cena com um RKO. Depois disso, ele adotou o apelido de "The Viper". Orton então o jogou para fora do ringue e lhe deu um RKO na mesa de transmissão. Devido a esta lesão, John Cena foi forçado a deixar o Campeonato da WWE vago.
No início do No Mercy, Mr. McMahon concedeu a Randy Orton o Campeonato da WWE, que John Cena havia desocupado devido a uma lesão. Orton perdeu o título para Triple H na luta de abertura, mas o recuperou mais tarde naquela noite em uma luta Last Man Standing. Orton então reiniciou sua rivalidade com Shawn Michaels, que retornou no Raw de 8 de outubro durante a coroação do título de Orton e deu um superkick nele. Michaels foi escolhido pela votação dos fãs com Jeff Hardy e Mr. Kennedy para enfrentar Orton pelo Campeonato da WWE no Cyber Sunday, onde Orton foi desqualificado após golpe baixo em Michaels, mas manteve o título. Eles tiveram uma revanche no Survivor Series com uma estipulação pré-combate de que se Michaels tivesse usado Sweet Chin Music, ele teria perdido e nunca teria outra chance pelo título, enquanto que se Orton fosse desqualificado, ele teria perdido o campeonato; Orton derrotou Michaels no Survivor Series após um RKO para manter o título. Orton então começou uma rivalidade com o retorno de Chris Jericho, que desafiou Orton pelo Campeonato da WWE no Armageddon, no qual Jericho venceu por desqualificação após interferência do comentarista do SmackDown! John "Bradshaw" Layfield (JBL), mas Orton manteve o título. Ele então rivalizou com Jeff Hardy, durante a qual ele acertou o irmão de Jeff, Matt na cabeça, onde Jeff executou uma Swanton Bomb em Orton. Ele defendeu com sucesso o título contra Hardy no Royal Rumble. Ele então recomeçou sua rivalidade com John Cena, que havia retornado de lesão para vencer a luta Royal Rumble de 2008. Em vez de lutar pelo título na WrestleMania XXIV, como costumam fazer os vencedores do Royal Rumble, Cena venceu no No Way Out e derrotou Orton, que intencionalmente foi desqualificado ao dar um tapa no árbitro para manter o título. Na noite seguinte no Raw, Cena derrotou Orton em uma luta sem título com Triple H como árbitro convidado especial, resultando em Cena sendo adicionado à luta pelo título de Orton com Triple H na WrestleMania, tornando-se um combate triplo. Na WrestleMania, Orton manteve o Campeonato da WWE contra Cena e Triple H ao imobilizar Cena depois que Triple H executou um Pedigree nele. No mês seguinte no Backlash, Orton perdeu o título para Triple H em uma luta fatal four-way, incluindo Cena e John "Bradshaw" Layfield (JBL). Depois de não conseguir voltar no Judgment Day em uma luta na jaula de aço, ele enfrentou Triple H pelo título mais uma vez em uma luta Last Man Standing no One Night Stand, que ele perdeu depois que Triple H rebateu um RKO jogando Orton por cima da corda, quebrando legitimamente sua clavícula e colocando-o fora de ação. Durante este tempo, ele ganhou um novo tema de entrada, "Voices", interpretado pela banda Rev Theory.

#### The Legacy (2008–2010)

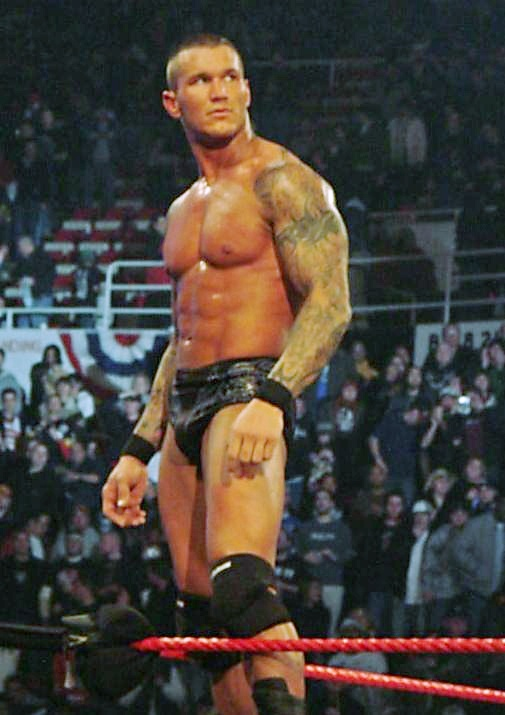
Orton após ganhar a luta Royal Rumble de 2009

Ao ser medicamente liberado para retornar ao ringue, Orton se machucou novamente em um acidente de motocicleta. Ele voltou ao Raw em 1º de setembro, criticando todos os campeões, incluindo os Campeões Mundiais de Duplas Cody Rhodes e Ted DiBiase, que ele repreendeu e deu um tapa por deixar Cryme Tyme roubar seus cinturões. Isso os inspirou a tentar ganhar o respeito de Orton. Eles conseguiram isso no Unforgiven quando, com o novo companheiro de equipe Manu, eles atacaram o Campeão Mundial dos Pesos-Pesados CM Punk, forçando-o a desocupar seu título antes de sua defesa programada naquela noite. Orton voltou à ação no ringue no episódio de 3 de novembro do Raw, perdendo para Punk por desqualificação quando DiBiase interferiu, resultando em Orton acertando DiBiase na cabeça. No Raw de 1º de dezembro, Orton propôs que ele, Rhodes e Manu formassem uma aliança, um grupo chamada "The Legacy", estreou na semana seguinte, derrotando Batista e Triple H, ex-companheiros de stable de Orton no Evolution, em uma partida de handicap três contra dois.
Orton começou a rivalizar com a família McMahon em 19 de janeiro de 2009 no Raw, quando confrontou tanto Mr. McMahon quanto Stephanie, alegando que ele valia mais do que ela, e que ela havia se tornado "inútil". Isso enfureceu o Mr. McMahon, que exigiu que Orton se desculpasse, ou ele o demitiria na hora. Quando o Mr. McMahon estava prestes a demiti-lo, Orton o atacou e o acertou na cabeça, levando-o a ser carregado para fora da arena em uma maca. Em 25 de janeiro, Orton venceu a luta Royal Rumble, eliminando por último Triple H. Na noite seguinte no Raw, Orton afirmou que sofria de IED e que não era responsável por suas ações em relação a McMahon, alegando que sofreu uma "perda de controle" por causa do distúrbio. Ele também alegou que a WWE sabia da condição, mas não fez nada, e ameaçou processar a WWE por esse motivo, e também, se Stephanie o demitisse, ameaçou um segundo processo por quebra de contrato, devido ao fato de ele ser legalmente direito de competir na WrestleMania porque ganhou o Royal Rumble. Embora Stephanie tenha provocado a demissão de Orton, ela mudou de ideia e disse que tinha "planos maiores", levando Shane McMahon a retornar ao Raw e atacar Orton. Isso levou Orton a enfrentar Shane em uma luta No Holds Barred no No Way Out, que ele venceu. Na noite seguinte no Raw, Orton enfrentou Shane novamente em uma luta não sancionada, que terminou em no contest quando ele deu um chute na cabeça de Shane, tornando-o incapaz de continuar a luta. Stephanie então correu para o ringue para cuidar de seu irmão, mas Orton a atacou com um RKO. Isso atraiu Triple H para a disputa, que afirmou que Orton "passou dos limites" quando atacou Stephanie, sua esposa na vida real. Mais tarde, Orton afirmou que tudo o que ele havia feito era parte de um plano para se vingar de Triple H depois que ele o expulsou do Evolution em 2004; de acordo com Orton, Triple H "arruinou sua vida", então Orton faria o mesmo e levaria tudo o que Triple H se importava dele. Ele desafiou Triple H pelo Campeonato da WWE na WrestleMania 25, onde não teve sucesso. Ele venceu no mês seguinte no Backlash ao fazer a contagem em Triple H em uma luta de duplas de seis homens entre The Legacy e Triple H, Batista e Shane McMahon. No Judgment Day, Orton defendeu o campeonato contra Batista, onde se manteve por desqualificação após a interferência de Rhodes e DiBiase. No Extreme Rules, ele perdeu o título para Batista em uma luta em uma jaula de aço. Na noite seguinte no Raw, Orton e Legacy atacaram Batista e machucaram seu braço, forçando-o a desocupar o título. No Raw de 15 de junho, Orton recuperou o título em uma luta fatal four-way contra Big Show, Triple H e John Cena. Na semana seguinte, Orton defendeu o Campeonato da WWE contra Triple H em uma luta Last Man Standing, que terminou em no-contest depois que ambos os homens não conseguiram responder a contagem de dez do árbitro. Eles se enfrentaram pelo título mais uma vez no The Bash em uma luta Three Stages of Hell, que Orton venceu após interferência de Legacy. No SummerSlam, ele defendeu o título contra John Cena, durante o qual usou várias táticas dissimuladas para manter o título. Ele perdeu o título para Cena em uma luta "I Quit" no Breaking Point, mas o recuperou de Cena em uma luta Hell in a Cell no Hell in a Cell. No Bragging Rights, Orton novamente perdeu o título para Cena em uma luta Iron Man de uma hora para acabar com a rivalidade.
Orton então começou uma rivalidade com Kofi Kingston, a quem Orton culpou por ele perder o Campeonato da WWE devido a Kingston interferir em sua luta com Cena para afugentar Rhodes e DiBiase. No Raw de 16 de novembro, Orton e Kingston se envolveram em uma briga que terminou com Kingston colocando Orton em uma mesa no meio da multidão. Ambos os lutadores foram nomeados capitães de suas respectivas equipes no Survivor Series, onde a equipe de Kingston derrotou a equipe de Orton depois que Orton foi eliminado pela por Kingston. Os dois trocaram vitórias sobre cada um nos episódios seguintes do Raw, levando a uma luta no TLC: Tables, Ladders & Chairs em 13 de dezembro, onde Orton venceu. Na noite seguinte, ele competiu em um torneio para coroar o Superstar do Ano de 2009, derrotando The Undertaker por contagem na primeira rodada após interferência de Legacy para avançar para as finais mais tarde naquela noite, onde perdeu para Cena. Orton venceu um comabe triplo em 11 de janeiro de 2010, episódio do Raw, com a ajuda de Rhodes e DiBiase, pelo direito de desafiar Sheamus no Royal Rumble pelo Campeonato da WWE. Orton perdeu por desqualificação quando Rhodes interferiu, o que levou Orton a atacar Rhodes e DiBiase após a partida. No Raw de 15 de fevereiro, Orton foi novamente desqualificado em uma revanche sem título quando Legacy interferiu. Orton e DiBiase competiram na luta Elimination Chamber pelo Campeonato da WWE no Elimination Chamber, onde DiBiase eliminou Orton depois de acertá-lo com um cachimbo que Rhodes lhe deu. Na noite seguinte, no episódio do Raw de 22 de fevereiro, durante uma luta de duplas de seis homens, Orton os atacou em retaliação, tornado-se mocinho. Na WrestleMania XXVI, Orton derrotou Rhodes e DiBiase em um combate triplo.

#### Reinados como campeão mundial (2010-2013)

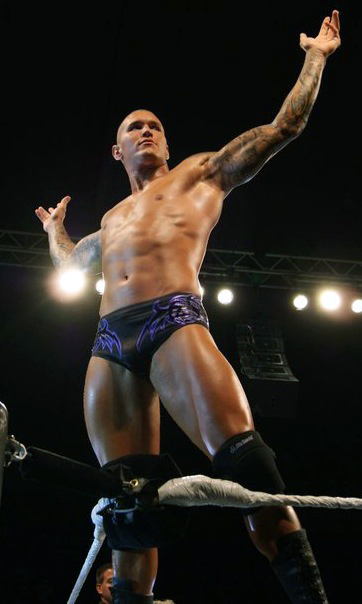
Orton posando em um evento da WWE

Após a separação do Legacy, Orton passou a maior parte do ano em disputas pelo título mundial. Ele desafiou sem sucesso Jack Swagger pelo Campeonato Mundial dos Pesos Pesados no Extreme Rules em abril. No Fatal 4-Way em junho, Orton competiu em uma luta fatal four-way pelo Campeonato da WWE envolvendo o campeão Cena, Edge e Sheamus, que ganhou o título após interferência do The Nexus. Em 18 de julho no Money in the Bank, Orton competiu em uma Money in the Bank ladder match por um contrato pelo Campeonato da WWE, que foi vencido por The Miz e, no SummerSlam, ele enfrentou o Campeão da WWE Sheamus em uma luta que terminou. em uma desqualificação, dando a vitória a Orton, mas não o título. Imediatamente depois, Orton atingiu Sheamus com a cadeira e um RKO na mesa de transmissão.

No Night of Champions, Orton ganhou o Campeonato da WWE em uma luta de eliminação six-pack challenge. Depois de defender com sucesso o título contra Sheamus em uma luta Hell in a Cell no Hell in a Cell, ele rivalizou com Wade Barrett, que estava chantageando Cena para ajudá-lo a conquistar o título. Orton manteve o título contra ele no Bragging Rights e Survivor Series. No entanto, no Raw de 22 de novembro, depois que Orton derrotou Barrett novamente em uma luta pelo título, ele perdeu o campeonato contra The Miz quando ele descontou seu contrato do Money in the Bank. Orton recebeu sua revanche contra The Miz em uma luta de mesas no TLC: Tables, Ladders & Chairs e Royal Rumble, mas perdeu ambas as lutas.

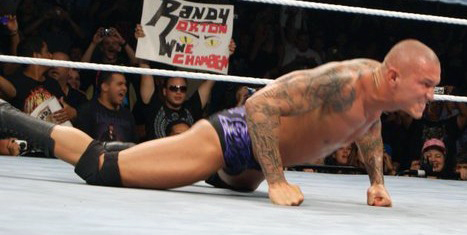
Orton antes de aplicar seu movimento de finalização, RKO.

No mês seguinte no Elimination Chamber, Orton não conseguiu vencer uma luta Elimination Chamber pelo Campeonato da WWE após ser eliminado por CM Punk. Ao longo das  três semanas seguintes, Orton feriu todos os membros do The New Nexus, Michael McGillicutty, David Otunga e Mason Ryan. Na WrestleMania XXVII, Orton derrotou Punk após um RKO no ar. Duas semanas depois, no Draft da WWE de 2011, Orton foi transferido para o SmackDown e depois derrotou Punk em uma luta Last Man Standing no Extreme Rules, terminando sua rivalidade com o New Nexus.
No episódio de 6 de maio do SmackDown, Orton derrotou Christian para ganhar o Campeonato Mundial de Pesos Pesados pela segunda vez. No Over the Limit, Orton fez sua primeira defesa de título bem sucedida em uma revanche contra Christian. No Capitol Punishment, Orton derrotou Christian para manter o campeonato novamente, apesar do pé de Christian estar sob a corda. Em julho no Money in the Bank, Orton defendeu o campeonato contra Christian mais uma vez, com a estipulação de que se Orton fosse desclassificado, ou se houvesse "má arbitragem", Christian ganharia o título. Christian cuspiu no rosto de Orton, fazendo com que ele perdesse o controle de seu temperamento, chutando Christian na virilha e sendo desqualificado, resultando em Orton perdendo o campeonato. Um mês depois no SummerSlam, Orton recuperou o título quando derrotou Christian em uma luta No Holds Barred. Orton terminou sua rivalidade com Christian quando ele manteve o Campeonato Mundial dos Pesos Pesados em uma luta em uma jaula de aço no episódio de 30 de agosto do SmackDown. Orton então começou uma rivalidade com Mark Henry depois que Henry se tornou o desafiante número um ao Campeonato Mundial dos Pesos Pesados. Nas semanas seguintes, Henry atacou Orton regularmente. No Night of Champions, Orton perdeu o título para Henry, e não conseguiu recuperá-lo duas semanas depois em uma luta Hell in a Cell no Hell in a Cell. Ele então começou a rivalizar com seu ex-companheiro de stable Cody Rhodes, que acreditava que Orton o havia maltratado e abusado durante seu tempo juntos no Legacy. a disputa pelo título de sua escolha, e ele escolheu desafiar Henry pelo Campeonato Mundial dos Pesos Pesados mais tarde naquela noite; ele venceu por desqualificação após interferência de Rhodes, mas não ganhou o campeonato. Ele então derrotou Rhodes no Vengeance, e no SmackDown de 4 de novembro em uma Street Fight.
Orton reacendeu sua rivalidade com Wade Barrett depois que ambos foram nomeados capitão para uma tradicional partida de eliminação 5-on-5 Survivor Series. No episódio de 11 de novembro do SmackDown, Orton perdeu uma luta para Barrett depois que Barrett cutucou Orton no olho. No Raw de 14 de novembro, Orton venceu uma revanche por desqualificação após a interferência do Team Barrett. A equipe de Orton foi derrotada no Survivor Series com Barrett e Cody Rhodes sendo os únicos sobreviventes. Barrett então começou a atacar e distrair Orton durante as lutas. No Tables, Ladders, & Chairs, Orton derrotou Barrett em uma luta de mesas depois que ele colocou Barrett na mesa com um RKO. Barrett e Orton continuaram sua rivalidade no episódio de 23 de dezembro do SmackDown, onde eles brigaram nos bastidores e Orton atingiu Barrett com um RKO em um carro. Isso levou a uma luta Falls Count Anywhere em 30 de dezembro no episódio do SmackDown, no qual Barrett empurrou Orton por um lance de escadas, resultando em uma hérnia de disco, que afastou Orton por quatro semanas. No episódio de 27 de janeiro de 2012 do SmackDown, ele voltou ao ringue e atacou Barrett. No episódio de 3 de fevereiro do SmackDown, Orton derrotou Barrett em uma luta sem desqualificação para acabar com a rivalidade.
No Raw de 13 de fevereiro, Orton sofreu uma concussão depois que o Campeão Mundial dos Pesos Pesados Daniel Bryan acertou Orton na cabeça com o cinturão. Devido à lesão, Orton foi retirado de sua luta Elimination Chamber pelo Campeonato Mundial de Pesos Pesados no Elimination Chamber. Quando Orton retornou no episódio de 2 de março do SmackDown, ele rivalizou com Kane e foi derrotado por ele na WrestleMania XXVIII. Orton derrotou Kane no SmackDown após a WrestleMania, em uma revanche sem desclassificação e no Extreme Rules em uma luta Falls Count Anywhere para acabar com a rivalidade. Ele participou de uma luta fatal four-way no Over the Limit pelo Campeonato Mundial de Pesos Pesados, onde Orton não conseguiu vencer depois que Sheamus derrotou Chris Jericho para manter o título. Em 30 de maio, a WWE suspendeu Orton por 60 dias devido à sua segunda violação do Talent Wellness Program da empresa.
Orton retornou em 30 de julho no episódio do Raw derrotando Heath Slater. Orton começou a rivalizar com Mr. Money in the Bank Dolph Ziggler e derrotou Ziggler no Night of Champions. Ele começou a rivalizar com Alberto Del Rio no episódio de 28 de setembro do SmackDown. Orton derrotou Del Rio no Hell in a Cell em uma luta individual e representou o Team Foley quando seu time perdeu para o Team Ziggler no Survivor Series em uma tradicional luta de eliminação de cinco contra cinco.

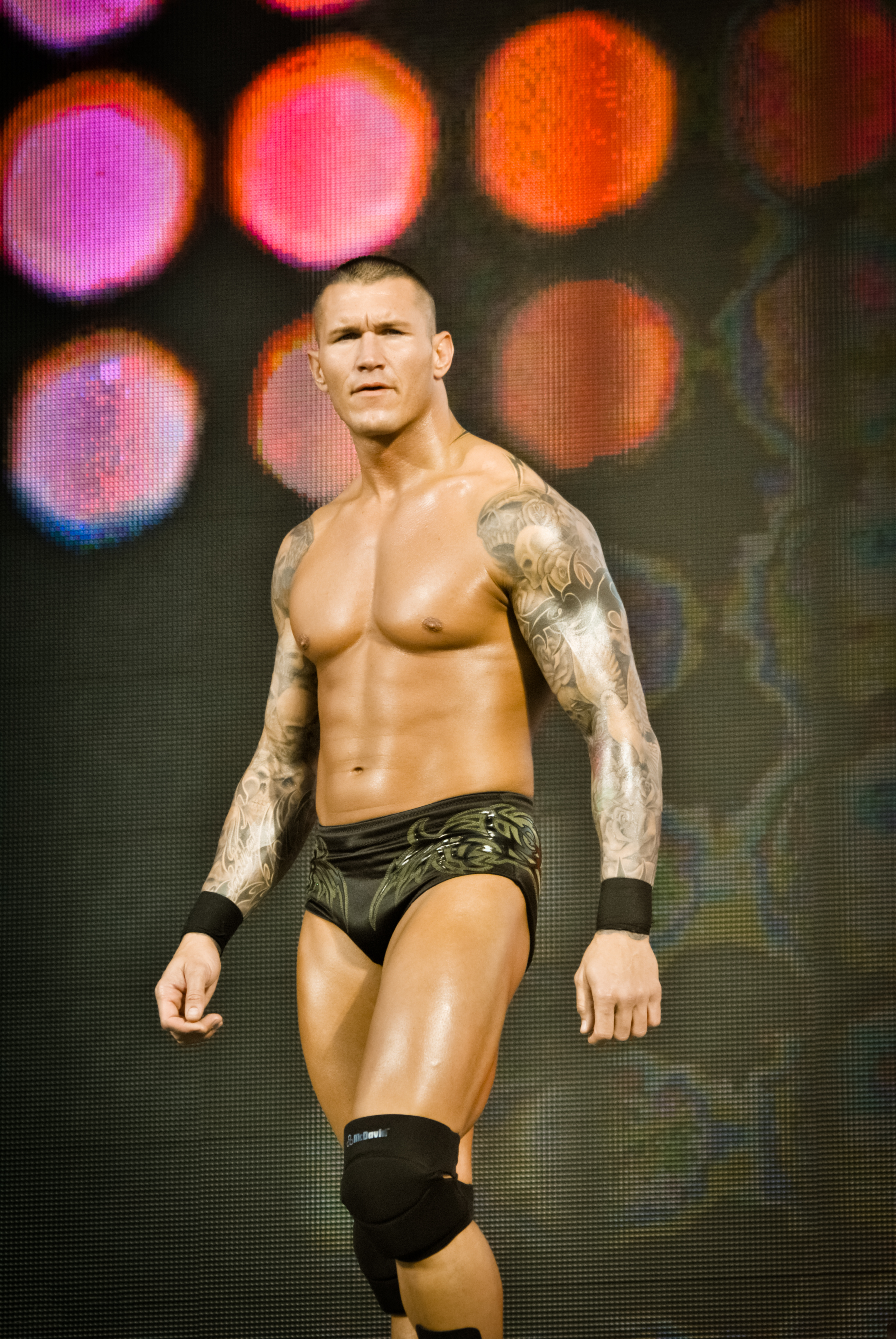
Orton no WWE Tribute to the Troops em 2010.

No Raw de 3 de dezembro, Orton começou uma rivalidade com The Shield, depois que ele foi atacado por eles após uma vitória sobre Brad Maddox. No episódio de 14 de dezembro do SmackDown, Orton foi mais uma vez agredido nos bastidores pelo The Shield. Isso foi usado para tirá-lo da televisão devido a uma lesão no ombro. Orton retornou no Raw de 31 de dezembro, ajudando Ryback e Sheamus a se defenderem do The Shield. No Elimination Chamber, Orton eliminou Mark Henry e Chris Jericho antes de ser o último homem eliminado por Jack Swagger. No final de fevereiro, Orton alinhou-se com Sheamus para rivalizar com o Shield. Na WrestleMania 29, Orton, Sheamus e Big Show foram derrotados por The Shield, após o que, ambos foram nocauteados por Big Show. Na noite seguinte no Raw, Orton e Sheamus se enfrentaram em uma luta para ganhar uma luta com Big Show, no entanto, a luta terminou em no contest após a interferência de Big Show. Orton e Sheamus então se uniram para derrotar Big Show em duas partidas de handicap, primeiro no SmackDown de 12 de abril por contagem e segundo no Raw de 15 de abril por pinfall. A rivalidade entre Big Show e Orton levou a uma luta Extreme Rules no Extreme Rules, que Orton venceu.
Após o Extreme Rules, Orton começou a se juntar a Daniel Bryan para enfrentar o Shield. No SmackDown de 14 de junho, Orton juntou-se a Bryan e Kane para acabar com a sequência de lutas sem pin e sem submissão do Shield em lutas de tag de seis homens televisionadas. Três dias depois no Payback, Orton e Bryan desafiaram sem sucesso o Campeonato de Duplas da WWE de Roman Reigns e Seth Rollins. Na noite seguinte no Raw, Orton e Bryan se enfrentaram em uma luta sem desqualificação, que Orton venceu por paralisação do árbitro após Bryan sofrer uma lesão nervosa legítima. Quatro dias depois no SmackDown, Orton foi derrotado por Bryan em uma luta individual por contagem. Orton e Bryan se enfrentaram pela terceira vez no Raw seguinte, mas a luta terminou em no-contest depois que ambos foram eliminados. Mais tarde naquela noite, Orton foi derrotado por Bryan em uma Street Fight Match depois que ele foi forçado a se submeter ao Yes! Lock com um bastão de kendo aplicado ao movimento.

#### The Authority (2013–2015)

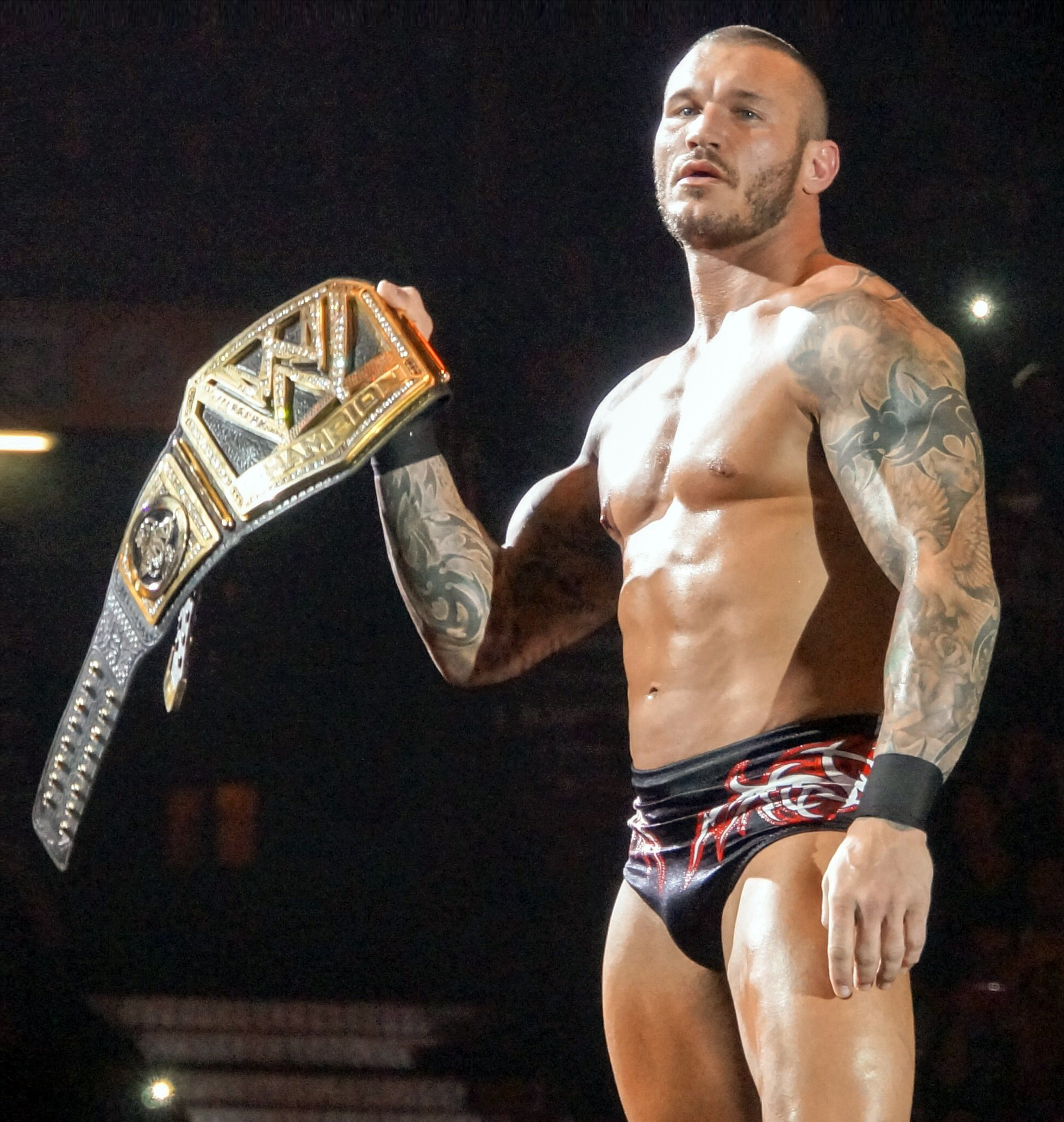
Randy Orton como campeão mundial dos pesos-pesados da WWE no WrestleMania XXX.

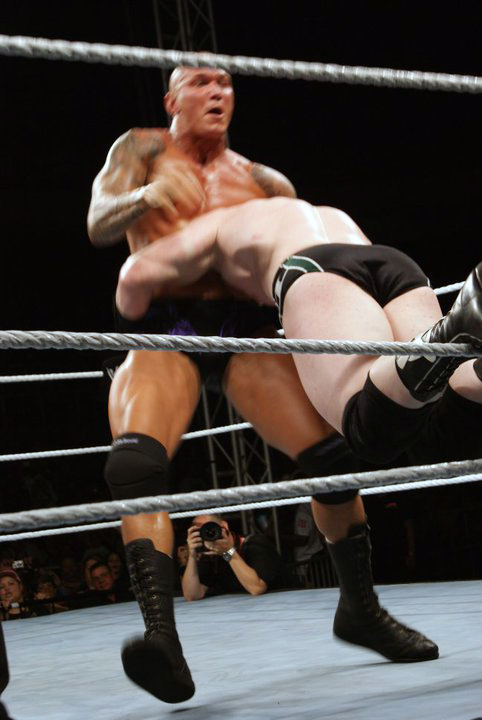
Orton aplicando um Elevated DDT em Sheamus.

Em 14 de julho no Money in the Bank, Orton derrotou Christian, CM Punk, Daniel Bryan, Rob Van Dam e Sheamus para ganhar o Money in the Bank ladder match, ganhando assim a oportunidade de disputar o Campeonato da WWE em um tempo de sua escolha no próximo ano. Em 18 de agosto no SummerSlam, Orton se tornou vilão depois de descontar seu contrato do Money in the Bank em Daniel Bryan, que acabara de ganhar o Campeonato da WWE e foi posteriormente atacado pelo árbitro convidado especial Triple H, que também contou o pinfall para dar a Orton seu sétimo Campeonato da WWE. Na noite seguinte no Raw, Orton foi endossado como o "rosto da empresa" por Vince McMahon e a recém-formada Autoridade (Triple H e Stephanie McMahon). Em 15 de setembro no Night of Champions, Orton perdeu o Campeonato da WWE de volta para Bryan, no entanto, Triple H tirou o título de Bryan na noite seguinte no Raw, devido a uma contagem rápida do árbitro Scott Armstrong, mas se recusou a dar o títul de volta a Orton. Orton e Bryan se enfrentaram pelo título vago em 6 de outubro no Battleground, mas a luta terminou em no contest depois que Big Show interferiu e nocauteou os dois homens. Orton mais uma vez desafiou Bryan pelo título vago no Hell in a Cell, onde ele foi bem sucedido em recuperar o Campeonato da WWE depois que o árbitro convidado especial Shawn Michaels atingiu Bryan com Sweet Chin Music por atacar Triple H. Em 24 de novembro no Survivor Series, depois de manter o título contra Big Show, Orton foi confrontado pelo Campeão Mundial dos Pesos Pesados e rival de longa data John Cena. Na noite seguinte no Raw, Cena sugeriu que deveria haver apenas "um campeão" na WWE, então Triple H afirmou que haveria uma luta de unificação no pay-per-view TLC. Em 15 de dezembro, Orton derrotou Cena no TLC para unificar ambos os títulos, tornando-se o primeiro Campeão Mundial dos Pesos Pesados da WWE, além de ser oficialmente reconhecido como o último Campeão Mundial dos Pesos Pesados. Orton manteve o título no Royal Rumble contra Cena após interferência da Wyatt Family. Em 23 de fevereiro no Elimination Chamber, Orton derrotou Cesaro, Christian, Daniel Bryan, John Cena e Sheamus para manter seu Campeonato Mundial dos Pesos Pesados da WWE e garantir sua posição na luta pelo título na WrestleMania XXX contra o vencedor do Royal Rumble Batista. Em 6 de abril na WrestleMania XXX, o evento principal foi alterado para um combate triplo depois que Bryan derrotou Triple H mais cedo naquela noite, e Bryan venceu a luta depois de fazer Batista desistir para encerrar o reinado de Orton em 161 dias.
Na noite seguinte no Raw, Orton e Batista foram negados a uma revanche pelo Campeonato Mundial dos Pesos Pesados da WWE e, em vez disso, foram forçados pela The Authority a se unirem para enfrentar The Usos pelo Campeonato de Duplas da WWE, apesar de seus problemas um com o outro. A luta pelo título terminou com uma contagem dupla depois que os dois se uniram e os atacaram. Mais tarde naquela noite, Orton e Batista, junto com Kane, atacaram Bryan antes que ele fosse definido para defender seu título contra Triple H. fazendo com que Bryan retivesse seu título por desqualificação. No episódio do Raw de 14 de abril, Orton, Batista e Triple H desceram ao ringue para atacar o The Shield após sua luta de handicap 11 contra 3, usando o nome e o tema Evolution. No Extreme Rules e Payback, Evolution perdeu para The Shield. No Raw de 9 de junho, The Authority automaticamente concedeu a Orton uma vaga na luta Money in the Bank de 2014 pelo vago Campeonato Mundial dos Pesos Pesados da WWE, mas ele não conseguiu vencer. No Raw de 21 de julho, Roman Reigns atacou Orton, o que lhe custou outra chance pelo título, fazendo com que Orton retaliasse na semana seguinte atacando Reigns e desafiando-o para uma luta no SummerSlam, que Reigns venceu. No Night of Champions, Orton derrotou Chris Jericho.

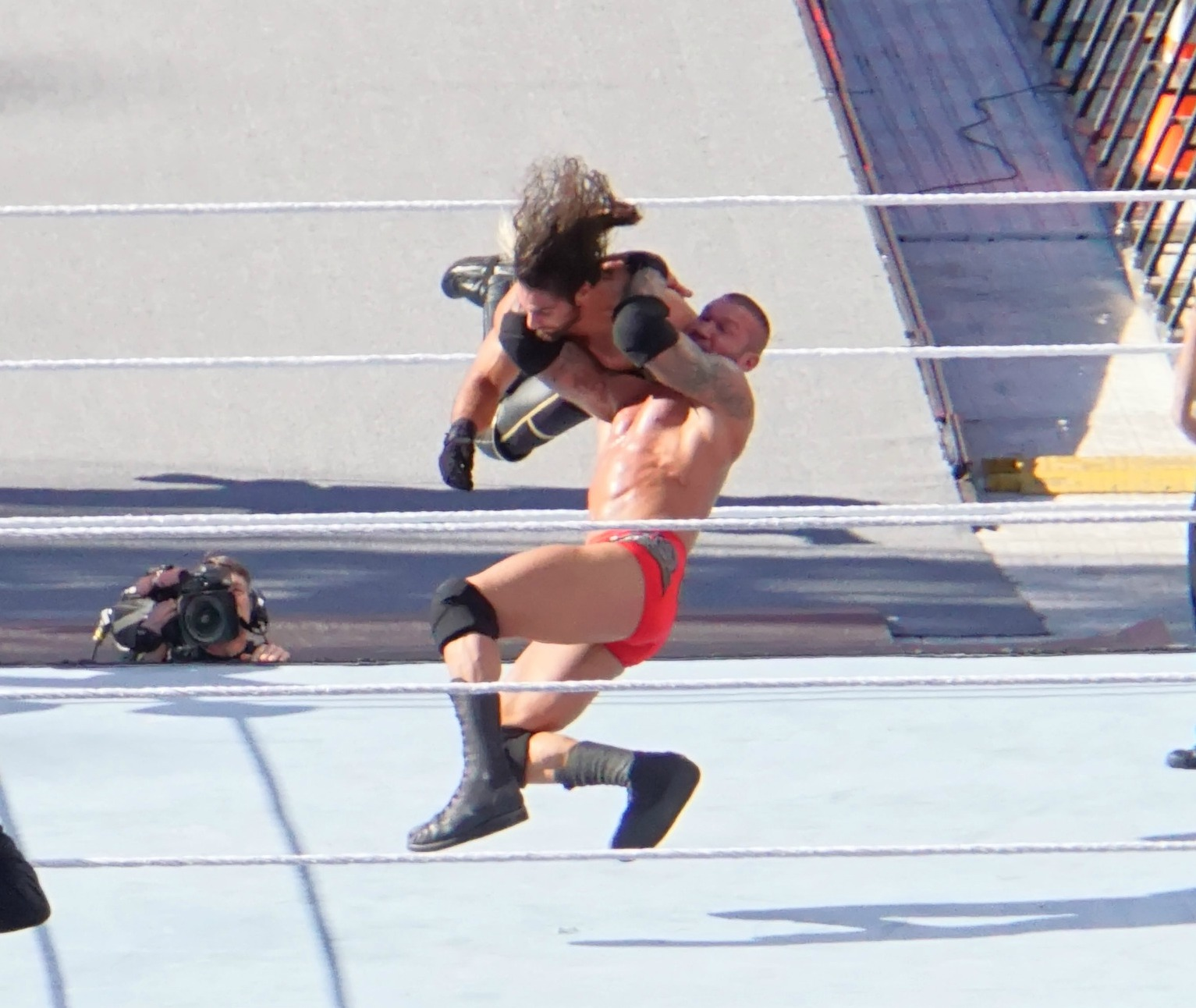
Orton aplicando o RKO em Seth Rollins

No episódio de 13 de outubro do Raw, Orton pediu à Authority para enfrentar o perdedor de um No Holds Barred em uma Pole match entre John Cena e Dean Ambrose. Ambrose venceu a luta, estabelecendo uma luta Hell in a Cell entre Orton e Cena. No Raw antes do evento, Triple H revelou que o vencedor receberia uma futura luta pelo Campeonato Mundial dos Pesos Pesados da WWE contra Brock Lesnar. Mais tarde naquela noite, Orton, Kane e Seth Rollins derrotaram Cena e Ambrose em uma luta de rua após Orton derrotou Ambrose, mas ele foi imediatamente atacado por Rollins com um Curb Stomp pós-luta. No Hell in a Cell, Orton perdeu para Cena. No Raw de 27 de outubro, Orton atacou Rollins, se tornando um mocinho no processo. Na semana seguinte no Raw, Orton atacou Rollins durante sua luta pelo Campeonato Intercontinental contra Dolph Ziggler, e exigiu uma luta com Rollins para resolver sua disputa, que Triple H concedeu para manter Orton do seu lado. Rollins venceu, e Orton atacou a Authority antes de ser atacado, que terminou com Rollins executando um Curb Stomp nos degraus de aço em Orton. Ele foi carregado em uma maca depois de sofrer uma lesão no roteiro, para que pudesse começar a filmar The Condemned 2.

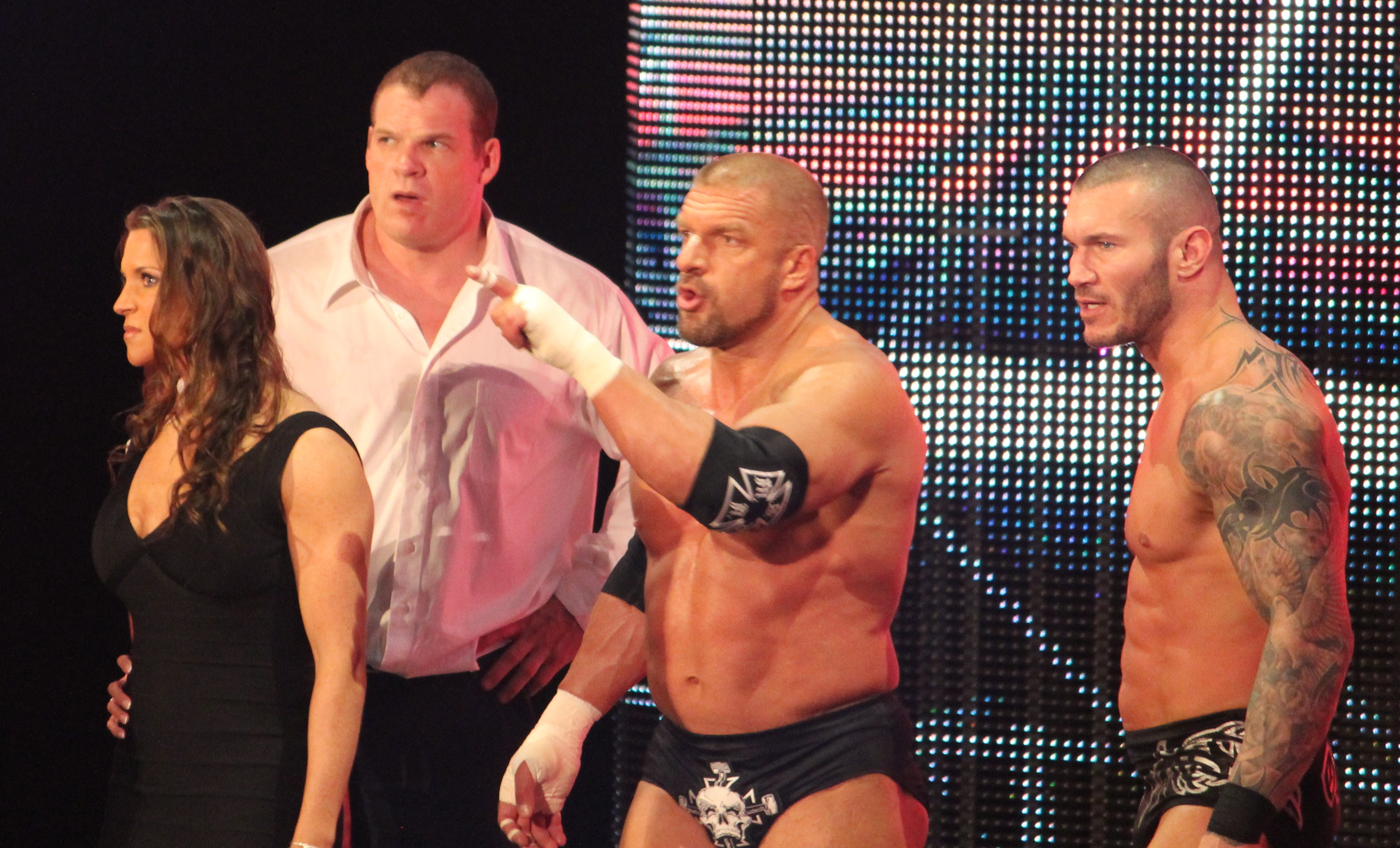
Orton com a The Authority.

Após um hiato de três meses, Orton retornou ao Fastlane em 22 de fevereiro de 2015, salvando Dolph Ziggler, Erick Rowan e Ryback de uma derrota pós combate de Rollins, Big Show e Kane. Ele rivalizou com Seth Rollins do The Authority, tendo uma luta na WrestleMania 31 onde Orton derrotou Rollins. Após a WrestleMania, com Rollins como o novo Campeão Mundial dos Pesos Pesados da WWE, Orton enfrentou Rollins no Extreme Rules e Payback, perdendo ambas as lutas pelo título.
No Money in the Bank, Orton não conseguiu vencer a luta de escadas do contrato do campeonato, que foi vencida por Sheamus. Depois disso, Orton começou a rivalizar com Sheamus depois que os dois homens se atacaram e se enfrentaram em várias partidas de duplas; Orton derrotou Sheamus no Battleground, mas perdeu para Sheamus no SummerSlam. No episódio de 7 de setembro do Raw, Orton foi atacado pela The Wyatt Family, iniciando uma rivalidade que foi marcada para terminar no pré-show do Hell in a Cell, mas cancelada após Orton sofrer uma lesão no ombro legítima. deixando-o fora de ação pelos meses seguintes.

#### The Wyatt Family (2016–2017)
No episódio de 7 de julho de 2016 do SmackDown, Orton foi revelado como o oponente de Brock Lesnar no SummerSlam. Em 19 de julho no Draft da WWE de 2016, Orton foi convocado para o SmackDown, enquanto Lesnar foi convocado para o Raw. Em 24 de julho no Battleground, Orton retornou como convidado no Highlight Reel de Chris Jericho para ser entrevistado sobre sua luta com Lesnar. Orton explicou que queria enfrentar Lesnar para provar que pertencia ao primeiro lugar, antes de executar um RKO em Jericho. No episódio de 26 de julho do SmackDown Live, Orton interrompeu o Campeão Intercontinental The Miz durante seu segmento no Miz TV antes de derrotar Miz em uma luta sem título. Durante a promo de Lesnar no episódio de 1º de agosto do Raw, Orton apareceu e deu um RKO para Lesnar. Na noite seguinte no SmackDown Live, Lesnar atacou Orton durante sua luta, entregando um F-5 para Orton. No SummerSlam, Lesnar derrotou Orton por nocaute técnico após uma série de cotoveladas na cabeça, deixando Orton com uma ferida aberta que exigiu 10 pontos.

#### Campeão dos Estados Unidos (2017-2018)
Orton começou uma rivalidade com Rusev, a quem derrotou em 10 segundos no SummerSlam. No episódio de 5 de setembro do SmackDown Live, Orton perdeu para Shinsuke Nakamura em uma luta por uma oportunidade pelo título da WWE. No episódio de 19 de setembro do SmackDown Live, Orton derrotou Aiden English; após a partida, ele foi desafiado por Rusev para uma partida improvisada, que perdeu em 10 segundos após uma distração do inglês. No Hell in a Cell, Orton derrotou Rusev para acabar com a rivalidade. No episódio de 24 de outubro do SmackDown Live, Orton derrotou Sami Zayn para se qualificar para uma vaga no Team SmackDown no Survivor Series. Durante a luta, Orton eliminou Finn Bálor e sobreviveu até que apenas ele e o capitão do Team SmackDown Shane McMahon permaneceram, mas foi eliminado por Braun Strowman. O Team SmackDown acabou perdendo. No Royal Rumble, Orton entrou na Royal Rumble em #24 e eliminou o Campeão do NXT Andrade "Cien" Almas antes de ser eliminado por Roman Reigns.
Durante os meses seguintes, Orton foi colocado na rota do Campeonato dos Estados Unidos. Ele derrotou o campeão Bobby Roode no Fastlane (tornando-se assim o 18º Campeão do Grand Slam), mas perdeu na WrestleMania 34 contra Jinder Mahal em uma luta fatal four-way envolvendo também Roode e Rusev. Ele teve outra luta pelo título no Backlash contra o novo campeão Jeff Hardy, mas Orton perdeu novamente. Em 18 de maio, a WWE confirmou que Orton havia se submetido a uma cirurgia bem-sucedida para reparar uma lesão no menisco medial em seu joelho esquerdo, afastando-o indefinidamente.

#### O Retorno do Legend Killer (2018–2021)
Após um breve hiato, Orton retornou ao Extreme Rules e atacou Jeff Hardy após a luta de Hardy contra Shinsuke Nakamura pelo Campeonato dos Estados Unidos, tornando-se vilão no processo. Duas noites depois no SmackDown Live, Orton interferiu na revanche e atacou Hardy novamente. No episódio de 21 de agosto do SmackDown Live, Orton e Hardy se enfrentaram em uma luta que terminou em no-contest, com Hardy continuando a atacar Orton após a luta. No Hell in a Cell, Orton derrotou Hardy em uma luta Hell in a Cell. No episódio de 9 de outubro do SmackDown Live, Orton derrotou Big Show para se qualificar para a Copa do Mundo da WWE no Crown Jewel. No Crown Jewel, ele perdeu para Rey Mysterio na primeira rodada. Ele então começou uma rivalidade com Mysterio, roubando a máscara de Mysterio no episódio de 21 de novembro do SmackDown Live e carregando-a com ele por algumas semanas. No TLC, Orton perdeu para Mysterio em uma luta de cadeiras. No Royal Rumble em 27 de janeiro de 2019, Orton entrou na luta homônima no número 29, eliminando Mysterio antes de ser eliminado por Andrade. Orton competiu na Elimination Chamber pelo Campeonato da WWE no Elimination Chamber, onde eliminou AJ Styles antes de ser eliminado por Kofi Kingston.
Ele então começou uma rivalidade com Styles, com os dois repreendendo um ao outro sobre sua história no mundo do wrestling. Na WrestleMania 35, Orton perdeu para Styles. Em julho, Orton rivalizou com Kingston pelo Campeonato da WWE, tendo lutas no SummerSlam e Clash of Champions, onde Orton não ganhou o título. No Crown Jewel e Survivor Series, Orton fez parte de duas partidas multi-tag, mas sua equipe perdeu as duas vezes. Como parte do Draft da WWE de 2019, Orton foi transferido para o Raw. No Raw de 11 de novembro, Orton se uniu a Ricochet e Humberto Carrillo para derrotar The O.C. (AJ Styles, Luke Gallows e Karl Anderson). No final da luta, Orton parecia que daria um RKO em Ricochet, mas em vez disso deu um a Styles, tornando mocinho no processo. Ele reacendeu sua rivalidade com Styles e o enfrentou durante dezembro e janeiro.
No Royal Rumble em 26 de janeiro de 2020, Orton entrou na luta  no número 25 e eliminou Karl Anderson antes de ser eliminado por seu ex-parceiro de duplas Rated-RKO, Edge, que estava retornando à competição pela primeira vez desde que se aposentou devido a lesões no pescoço que encerraram a carreira em 2011. Na noite seguinte no Raw, Orton provocou uma reunião do Rated-RKO com Edge antes de aplicar um RKO, virando vilão mais uma vez. Orton e Edge então começaram uma rivalidade, enfrentando um ao outro em uma luta Last Man Standing na WrestleMania 36, que Orton perdeu. Sua segunda luta no Backlash, anunciada como a "Maior Luta de Luta de Todos os Tempos", foi vencida por Orton. Orton venceu após um chute na cabeça de Edge, marcando o primeiro chute que Orton havia feito em anos. A luta colocou Edge fora de ação com um legítimo tríceps rasgado, e a vitória permitiu que Orton se chamasse o "Maior Wrestler de Todos os Tempos". Na noite seguinte no Raw, o amigo de Edge e ex-parceiro de duplas, Christian, desafiou Orton para uma luta não sancionada, que Orton venceu com a ajuda de Ric Flair. Orton iria reviver seu truque de Legend Killer nas próximas semanas, atacando lendas como Christian, Shawn Michaels e Big Show, enquanto se tornava mais desequilibrado. Orton então ligou Flair e voltou suas atenções para o Campeonato da WWE. Durante os meses seguintes, Orton rivalizou com o Campeão da WWE Drew McIntyre, não conseguindo ganhar o título no SummerSlam e Clash of Champions em uma luta de ambulância, até derrotar McIntyre em uma luta Hell in a Cell no Hell in a Cell, ganhando seu décimo Campeonato da WWE. No entanto, ele perderia o título de volta para McIntyre em 16 de novembro no Raw.
Três semanas antes de perder o título, em 26 de outubro de 2020, Orton iniciou uma rivalidade com Bray Wyatt, agora sob seu novo personagem, The Fiend, e também com sua parceira Alexa Bliss. No TLC: Tables, Ladders & Chairs em 20 de dezembro, Orton derrotou The Fiend em uma Firefly Inferno match antes de incendiar seu corpo. Apesar de sua vitória sobre o Fiend, Orton lidaria com as repercussões ao lidar com Alexa Bliss (que se alinhou com The Fiend anteriormente) nas semanas seguintes. Depois de instigar Triple H a concordar em enfrentá-lo em uma luta No Holds Barred, Bliss interferiu e jogou uma bola de fogo em Orton para terminar em no contest. No Royal Rumble em 31 de janeiro, Orton entrou como o segundo participante e continuou sua rivalidade com Edge, entrou como o primeiro participante. Devido a lesões infligidas a ele por Edge, Orton deixou a luta para ser atendido pela equipe médica sem ser realmente eliminado. Orton voltou à luta no final para eliminar Edge, mas foi eliminado. Na noite seguinte no Raw, Orton desafiou Edge para uma luta final para tentar novamente encerrar sua carreira de lutador, mas foi derrotado por ele devido à interferência de Bliss.
No Elimination Chamber em 21 de fevereiro, Orton competiu no Elimination Chamber pelo Campeonato da WWE de Drew McIntyre, mas foi o primeiro homem eliminado por Kofi Kingston. Depois que Bliss o distraiu repetidamente ao longo das semanas, fazendo com que ele perdesse partidas, Bliss o desafiou para uma partida intergênero no Fastlane em 21 de março, que ele aceitou na esperança de livrar Bliss de sua vida. No evento, Bliss o atacou com poderes sobrenaturais como fazer um equipamento de iluminação cair e quase pousar nele e lançar uma bola de fogo nele. No final, The Fiend, agora com um novo visual grotesco com a pele carbonizada como resultado de ter sido incendiado, retornou e atacou Orton, permitindo que Bliss conseguisse a vitória por pinfall. No episódio seguinte do Raw, The Fiend atacou Orton novamente e uma luta entre eles foi marcada para a WrestleMania 37. Na noite 2 do evento em 11 de abril, Orton derrotou The Fiend depois que Bliss aparentemente traiu The Fiend distraindo-o, permitindo que Orton conseguisse o RKO e fizesse o pin para a vitória.

#### RK-Bro (2021–presente)
No Raw após a WrestleMania, Orton interferiu em um segmento entre Drew McIntyre, Braun Strowman, MVP e o Campeão da WWE Bobby Lashley, reivindicando uma oportunidade pelo título. Um combate triplo foi realizado para mais tarde naquela noite, na qual o vencedor receberia uma chance pelo campeonato contra Lashley no WrestleMania Backlash; McIntyre venceria. No episódio de 19 de abril do Raw, Riddle interrompeu uma entrevista nos bastidores de Orton para sugerir uma formação de duplas, com Orton descartando a ideia ao sair. Uma partida foi feita mais tarde entre Orton e Riddle, que Riddle venceu com um roll-up. Na semana seguinte no Raw, Orton relutantemente concordou em formar uma equipe com Riddle. Mais tarde, o recém-chamado RK-Bro derrotou Cedric Alexander e Shelton Benjamin. Na seguinte entrevista nos bastidores, Orton sugeriu a Riddle que eles levassem a equipe "um dia de cada vez", tornando-se mocinho pela primeira vez desde o início de 2020.
No episódio de 3 de maio do Raw, RK-Bro derrotaram Elias e Jaxson Ryker, trazendo seu recorde para 2-0. No episódio do Raw de 10 de maio, eles se uniram ao The New Day para derrotar AJ Styles, Omos, Elias e Ryker, dando à dupla um recorde de 3-0. No Raw de 21 de junho, Orton enfrentou John Morrison em uma qualificação para o Money in the Bank, mas foi derrotado. Na semana seguinte, ele estava programado para enfrentar Styles e McIntyre em uma luta de última chance, mas foi retirado por razões desconhecidas e substituído por Riddle, que perderia a partida. Após uma ausência de sete semanas, Orton retornou no Raw de 9 de agosto e dissolveu sua equipe com Riddle; no entanto, no final da noite, Orton derrotou Styles em uma luta após a assistência de Riddle. Depois, ele fingiu abraçar Riddle, mas depois o acertou com um RKO como sua maneira única de mostrar gratidão. Na semana seguinte, Orton reuniu oficialmente a equipe depois que Riddle o salvou de um ataque nas mãos de Styles e Omos. No SummerSlam, RK-Bro derrotou Styles e Omos para se tornar o Campeões de Duplas do Raw, seu primeiro reinado cada. No Survivor Series, RK-Bro derrotou os Campeões de Duplas do SmackDown The Usos (Jey Uso e Jimmy Uso). Com esta luta, Orton quebrou o recorde de Kane de maior número de lutas PPV na história da WWE.
No episódio do Raw de 10 de janeiro de 2022, RK-Bro perdeu os títulos para a Alpha Academy (Chad Gable e Otis), terminando seu reinado em 142 dias. Atualmente está afastado devido  a uma lesão nas costas

## Estilo e personalidade de luta livre profissional
O movimento mais notável de Orton é sua manobra de finalização, o RKO, uma variação de salto. O nome é um trocadilho com suas iniciais (Randal Keith Orton) com "Randy-KO". Ele também usou anteriormente um chute, que o faz correr até o oponente em suas mãos e joelhos e chutá-lo na cabeça; dentro de um enredo, isso geralmente causava uma concussão ou algum outro tipo de lesão grave na cabeça de seu oponente, e era frequentemente usado para anular os personagens na tela de lutadores que estavam programados para tirar uma folga. No entanto, o movimento foi legitimamente banido pela gestão da WWE em 2014 devido à facilidade de imitação pelos telespectadores e ao risco de lesão se o movimento fosse mal feito. A mudança foi trazida de volta em junho de 2020 como parte da rivalidade entre Orton e Edge, onde Orton usou o Punt Kick para derrotar Edge no Backlash. Orton então começaria a usar o movimento regularmente novamente.
Durante seus primeiros anos na WWE, o personagem de Orton era o de "The Legend Killer", um talento jovem e arrogante que desrespeitava e geralmente derrotava várias lendas. No final de 2007, no meio de seu segundo reinado como Campeão da WWE, seu personagem mudou para uma personalidade mais instável e traiçoeira. Ele então adotou os apelidos de "The Viper" e "The Apex Predator" devido ao seu caráter não confiável e parecido com uma cobra. Ele disse várias vezes que prefere interpretar o vilão, pois é mais fácil e natural para ele. Em janeiro de 2008, Orton disse ao 411Mania: "É fácil para mim ir lá e ser um idiota no programa porque sou eu vezes dez. E mesmo que você provavelmente não goste de mim de qualquer maneira, me dê cinco minutos e eu vou fazer você não gostar mais de mim. Ser um vilão é divertido. é tão natural."

## Carreira de ator
Um ex-fuzileiro naval, Orton foi escalado para estrelar o filme de ação The Marine 2 (2009), mas foi substituído por Ted DiBiase depois de ferir sua clavícula. Ele teve um papel coadjuvante como o pai de um valentão da escola no filme de comédia dramática That's What I Am (2011). Ele assinou contrato para estrelar o filme de ação The Marine 3: Homefront (2013), mas foi substituído por The Miz devido à sua história desconfortável com os fuzileiros navais. Mais tarde, ele estrelou os filmes de ação 12 Rounds 2: Reloaded (2013) e The Condemned 2 (2015). Ele teve um papel convidado como James Richards, um ex-SEAL da Marinha e líder de um grupo de milícias, em um episódio de dezembro de 2016 da série de ação americana Shooter. Ele também teve papéis coadjuvantes no filme de comédia dramática Changeland (2019) e no filme de comédia romântica Long Shot (2019).

## Outras mídias
Em 2004, Orton apareceu no talk show Jimmy Kimmel Live! para promover o Taboo Tuesday.[carece de fontes?] Em março de 2007, ele apareceu ao lado de Edge, John Cena e Bobby Lashley no game show Deal or No Deal. Ele foi o atleta de capa do videogame WWE '12.
Em outubro de 2014, ele se tornou uma figura popular no Vine quando começou uma tendência de clipes de um Orton sobreposto realizando seu movimento RKO em vítimas de "falha" da internet.

## Vida pessoal
Orton casou-se com Samantha Speno em 21 de setembro de 2007. O casal teve uma filha juntos. Eles se separaram no final de 2012 e se divorciaram em junho de 2013. Em 14 de novembro de 2015, Orton se casou com Kimberly Kessler, que anteriormente era membro de seu fã-clube. O casal tem uma filha juntos (segundo filho de Orton). Eles residem em St. Charles, Missouri.
Orton tem uma tatuagem do Corpo de Fuzileiros Navais dos Estados Unidos em seu braço esquerdo, mas a cobriu depois de receber sua alta por má conduta. Sua hipermobilidade em ambos os ombros tem sido uma fonte constante de lesões ao longo de sua carreira, deixando-o de lado em incidentes que vão desde bater no ringue com muita força ao realizar uma de suas provocações de assinatura até coisas inócuas como tirar o lixo em casa.

## Controvérsias
Em março de 2007, a Sports Illustrated postou um artigo em seu site como parte de sua série contínua investigando sobre esteróide e hormônio de crescimento usado por vários atletas profissionais em vários esportes. O artigo mencionou vários lutadores atuais e antigos da WWE, incluindo Orton, que supostamente obteve nandrolona, oxandrolona, estanozolol e testosterona, bem como drogas auxiliares anastrozol e citrato de clomifeno. A WWE simplesmente alegou que as alegações precederam seu Programa de Bem-Estar de Talentos, lançado em fevereiro de 2006.
Em agosto de 2018, Orton foi investigado pela WWE por assédio sexual quando foi alegado que ele havia se exposto a novos membros da equipe de roteiristas da empresa durante o início de sua carreira, embora nada tenha acontecido com a investigação.
Em 2018, uma ação legal foi movida contra a Take-Two Interactive e a 2K Games pelo uso da imagem de Orton em sua série de videogames WWE 2K, que incluía tatuagens protegidas por direitos autorais da artista Catherine Alexander no corpo de Orton. Alexander argumentou que a cópia das tatuagens infringiu seus direitos como criadora licenciada. Um julgamento foi agendado para 20 de setembro de 2021, mas foi adiado devido à pandemia da COVID-19.
Em outubro de 2019, Orton recebeu críticas por dizer "nego" enquanto jogava Call of Duty em uma transmissão ao vivo do Twitch.

## Filmografia

### Filmes
| Ano  | Título                | Papel              |
| ---- | --------------------- | ------------------ |
| 2011 | That's What I Am      | Ed Freel           |
| 2013 | 12 Rounds 2: Reloaded | Nick Malloy        |
| 2015 | The Condemned 2       | Will Tanner        |
| 2016 | Countdown             | Ele mesm           |
| 2019 | Long Shot             | Christopher Brooks |
| 2019 | Changeland            | Martin             |
| 2021 | Blazing Samurai       | Teddy              |

### Televisão
| Ano  | Título          | Papel           | Notas                     |
| ---- | --------------- | --------------- | ------------------------- |
| 2007 | Deal or No Deal | Ele mesmo       |                           |
| 2016 | Shooter         | James Richards  | Episódio: "Recon by Fire" |
| 2018 | The Thundermans | Nick Thunderman |                           |

## Campeonatos e conquistas
- The Baltimore Sun
  - Lutador do Ano (2009)[225]
- Guinness Book of World Records

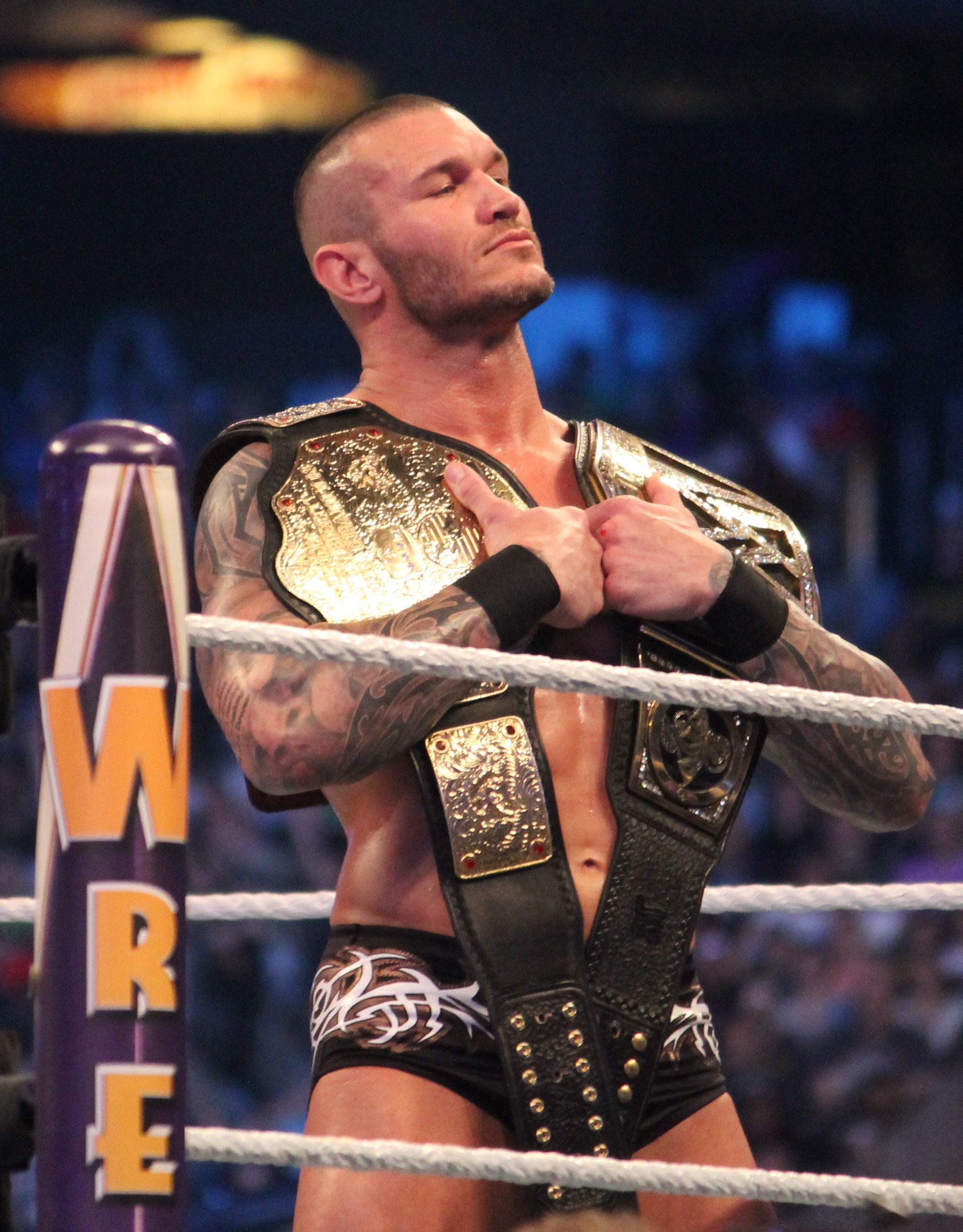
Orton é dez vezes Campeão Mundial dos Pesos-Pesados da WWE (título à direita), e quatro vezes Campeão dos Pesos-Pesados (título à esquerda) – fazendo dele 14 vezes campeão mundial na WWE.

  - Maior número de aparições em pay-per-view para um lutador masculino da WWE[226]
- Ohio Valley Wrestling
  - Campeonato Hardcore da OVW (2 vezes)[carece de fontes?]
- Pro Wrestling Illustrated
  - Rivalidade do Ano (2009) vs. Triple H
  - Lutador mais odiado do ano (2007, 2009)
  - O lutador mais aprimorado do ano (2004)
  - Lutador mais popular do ano (2010)
  - Novato do Ano (2001)
  - Lutador do Ano (2009, 2010)
  - Classificado como o número 1 dos 500 melhores lutadores individuais no PWI 500 em 2008
- World Wrestling Entertainment/WWE
  - Campeonato da WWE (10 vezes)[227][228][229][230]
  - Campeonato Mundial dos Pesos Pesados (4 vezes)[231]
  - Campeonato Intercontinental (1 vez)[232]
  - Campeonato dos Estados Unidos (1 vez)[233]
  - Campeonato Mundial de Duplas (1 vez) – com Edge[234]
  - Campeonato de Duplas do Raw (1 vez) – com Riddle[235]
  - Campeonato de Duplas do SmackDown (1 vez) – com Bray Wyatt e Luke Harper
  - Money in the Bank (2013)[236]
  - Royal Rumble (2009, 2017)
  - Décimo sétimo campeão da Tríplice Coroa
  - Décimo campeão do Grand Slam (no formato atual; décimo oitavo geral)
  - Slammy Award (2 vezes)
    - Hashtag do ano (2014) – #RKOOuttaNowhere
    - Rivalidade do ano (2020) vs. Edge

  - Prêmio de fim de ano da WWE por Momento Chocante do Ano (2018) – Rasgando a orelha de Jeff Hardy.[237]
- Wrestling Observer Newsletter
  - Mais Aprimorado (2004)
  - Tática promocional mais repugnante (2006) Explorando a morte de Eddie Guerrero ("Eddie está lá embaixo... no inferno!" promo)
  - Mais superestimado (2013)
  - Pior Rivalidade do ano (2013) - como membro do The Authority vs. Big Show
  - Pior Rivalidade do ano (2017) vs. Bray Wyatt
  - Pior Combate Trabalhado do Ano (2017) vs. Bray Wyatt na WrestleMania 33 em 2 de abril